# Ivan Zamfirov
Ivan Zamfirov (ur. 14 marca 1994) – mołdawski zapaśnik walczący w stylu wolnym. 
Zajął dziesiąte miejsce na mistrzostwach Europy w 2018. Trzeci na ME U-23 w 2016 i 2017. Wicemistrz Europy juniorów w 2014 i trzeci wśród kadetów w 2010 roku.